# Mediawan
Mediawan est un groupe audiovisuel français créé le 15 décembre 2015 par Pierre-Antoine Capton (président du directoire), Matthieu Pigasse et Xavier Niel.
Depuis sa création, Mediawan a acquis plus d’une vingtaine de sociétés dans plusieurs pays d’Europe et en Afrique et est présent dans trois métiers : la production de contenus originaux en fiction, documentaires, animation et flux (Mediawan Originals, Mediawan Kids & Family et Mediawan Prod), la distribution de contenus audiovisuels (Mediawan Rights) et l’édition de chaînes et services numériques (Mediawan Thematics).

## Histoire
Mediawan est créée le 15 décembre 2015 sous la forme d'un véhicule d’acquisition (dit « SPAC »), dans le but de constituer un groupe audiovisuel par diverses acquisitions en Europe, dans les secteurs des médias ou du divertissement. 
Lors de son introduction en bourse le 22 avril 2016, la société lève 250 millions d’euros. Une opération qualifiée de « premier SPAC coté sur Euronext Paris » et de « plus grand SPAC réalisé en Europe ». La première acquisition portant sur au moins 75 % des fonds levés doit alors intervenir sous 24 mois, obtenir l’aval d’au moins 80 % des actionnaires et peut représenter jusqu’à 1,5 milliard d'euros.

### Premières acquisitions dont AB (2017-2018)
En janvier 2017, Mediawan entame des négociations pour acquérir le groupe AB, producteur de nombreuses sitcoms qui possède une vingtaine de chaînes de télévision, un des catalogues parmi les plus denses en Europe et qui comprend d'autres sociétés parmi lesquelles Ego Productions et Auteurs Associés, pour 270 millions d'euros. Ce rachat est validé à 82,2 % par les actionnaires de Mediawan en janvier 2017. Le 30 janvier 2017, Mediawan finalise sa première acquisition avec une enveloppe de 280 millions d'euros. Depuis lors, Mediawan est devenu un groupe audiovisuel.
En mai 2017, Claude Berda entre au capital de Mediawan avec 3,5 % des parts.
En juin 2017, Mediawan annonce être entré en négociations exclusives pour acquérir la société de production documentaire CC&C – Clarke Costelle et Cie auprès de ses fondateurs. Le 20 juillet 2017, Mediawan finalise l'acquisition de 80 % de CC&C par sa filiale AB Groupe, cette dernière annonce par ailleurs l’acquisition des 35 % restants dans la chaine RTL9 auprès de CLT-UFA, filiale de RTL Group,.
Le 27 septembre 2017, à la suite du décès de Pierre Bergé, Pierre Lescure est nommé à la présidence du conseil de surveillance de Mediawan.
En décembre 2017, Mediawan entre en négociations exclusives pour acquérir une participation majoritaire dans le studio ON Kids & Family, branche animation d'ON Entertainment, (incluant la société Chapter 2). Dès lors, la prise de participation est étendue au groupe ON Entertainment par l'acquisition le 7 juin 2018 de 51,35 % du groupe, pour la somme de 51 millions d'euros. Cette participation est portée à 62 % en décembre 2018.
En janvier 2018, l'acquisition de participations majoritaires dans les sociétés Mon Voisin Productions (60 %), Makever (77 %, incluant Alauda Films, JPG Films, LoveMyTV, Mademoiselle Films, MakingProd, Scarlett Production et Vema Production) et EuropaCorp Télévision (80 %) est annoncée. Mediawan se présente alors comme le leader français du secteur de la fiction télévisuelle. L'acquisition de l'activité télévision d'EuropaCorp (devenue Storia Television) est finalisée le 15 janvier 2018, celle du groupe Makever le 15 mars 2018 et enfin celle de Mon Voisin Productions début octobre 2018.

### Orientation stratégique et réorganisation (2018-2020)
Le 11 octobre 2018, Mediawan annonce sa réorganisation autour de quatre métiers, :
- la production de contenus originaux (Mediawan Originals) ;
- la production de contenus d'animation (Mediawan Animation) ;
- la production de contenus de flux et de documentaires (Mediawan Prod)
- la distribution de programmes audiovisuels (Mediawan Rights) ;
- l'édition de chaînes et services numériques associés (Mediawan Thematics).

En décembre 2018, Mediawan fait l’acquisition de 50 % de Mai Juin Productions, société de production de Gilles de Maistre[source secondaire souhaitée].
En janvier 2019, Mediawan annonce le rachat de 72 % du producteur indépendant de films, de séries et de documentaires italien Palomar (it). La société réalise ainsi sa première acquisition à l'étranger. Le 4 mars, Mediawan finalise l'acquisition de 53 % du capital de Palomar et va porter cette participation à 72 % au terme d'une seconde phase. Les 28 % restants seront détenus par Carlo Degli Esposti, fondateur et dirigeant de Palomar. Le groupe affirme ainsi son développement à l'international.
En février 2019, le magazine Challenges dévoile que Mediawan est sur le point d'acquérir Septembre Productions, une société de production française.
En septembre 2019, Mediawan rachète la société Fit Production, auteur de la série humoristique H datant de la fin des années 1990, puis le mois suivant la société de production Radar Films, notamment auteur de la trilogie Belle et Sébastien, ainsi que 33,3 % de Païva Films. De plus, Mediawan annonce s'associer avec Canal+ International, au travers d'une joint-venture, pour la production de contenus originaux à destination de l'Afrique.
En février 2020, la société annonce l’acquisition de Black Dynamite, spécialisé dans les documentaires premium ainsi que son intention de produire une cinquantaine de documentaires par an.

### Acquisitions de groupes de médias puis OPA sur Mediawan (2020)
Le 22 juin 2020, Mediawan acquiert une participation dans l'entreprise espagnole Good Mood et négocie l’acquisition de Lagardère Studios (Atlantique Productions, Maximal Productions, Réservoir Prod…), un scénario déjà évoqué dans la presse spécialisée en 2018, pour 100 millions d’euros. Cette acquisition est finalisée en octobre 2020.
Les fondateurs de Mediawan créent Mediawan Alliance et lancent une offre publique d’achat sur Mediawan, avec le soutien de MACSF et KKR. Mediawan Alliance entend prendre une participation minoritaire dans l'entreprise allemande Leonine, ainsi que le contrôle de la société de production 3e œil productions de Pierre-Antoine Capton.
Le 8 octobre 2020, l'OPA lancée sur le groupe par Pierre-Antoine Capton, Xavier Niel et Matthieu Pigasse est annoncée comme réussie par l'AMF. L'entreprise est retirée de la bourse à la suite d'un retrait obligatoire en décembre 2020.

### Rachats et arrivée à Hollywood (depuis 2021)
En mars 2021, la société lance la chaîne Explore consacrée aux documentaires sur Apple TV.
En 2022, Mediawan rachète 60 % des parts de Plan B, la société de production créée et présidée par Brad Pitt.
En avril 2024, Mediawan rachète Leonine Studios, producteur allemand de la série de science-fiction Dark, ce qui lui fait atteindre le deuxième rang mondial en tant que producteur indépendant, avec 1,3 milliard d'euros de chiffre d'affaires annuel.
En février 2025, Mediawan et sa division Mediawan Kids & Family ont annoncé la fermeture de leurs studios d'animation ON basés à Montréal suite à l'effondrement de toute l'industrie de l'animation québécoise, mettant fin au nom ON après 11 ans avec les divisions de Mediawan, Mediawan Kids & Family Cinema et leur société de production en coentreprise Miraculous Corp. (en) qui ont repris leurs activités de production de films d'animation en interne et collaboreront avec des studios partenaires du monde entier.
En mars 2025, Mediawan a acquis une participation majoritaire de 51 % dans la société de production cinématographique et télévisuelle indépendante britannique/australienne, lauréate d'un Oscar, See-Saw Films, élargissant ainsi les activités de production britanniques de Mediawan parallèlement à la première entrée du groupe européen de production et de distribution sur le marché australien du cinéma et de la télévision. Les fondateurs et PDG de See-Saw Films, Iain Canning et Emile Sherman, ont continué à diriger la société de production acquise alors que Mediawan se préparait à célébrer son 10e anniversaire.
En juin 2025, Mediawan annonçait l'acquisition de la société de production cinématographique et télévisuelle parisienne dirigée par le comédien Jonathan Cohen et du studio à l'origine de l'adaptation française du format Burning Love produit par Ben Stiller, Les Films Entre 2&4. Mediawan avait précédemment produit les séries de ce dernier via sa filiale MakingProd. En élargissant son portefeuille de production française avec Les Films Entre 2&4, Mediawan a continué de développer ses propres films et séries, tandis que l'humoriste Jonathan Cohen, aux côtés de ses collègues acteurs, scénaristes et producteurs Benjamin Bellecour et Jean-Toussaint Bernard, continuait de diriger la société de production cinématographique et télévisuelle parisienne acquise.

## Activités
Mediawan est organisé depuis le 11 octobre 2018 en 4 pôles d'activités : la production de contenus, l'animation, la distribution et l'édition de chaînes TV.

### Production de fictions, cinéma et documentaires

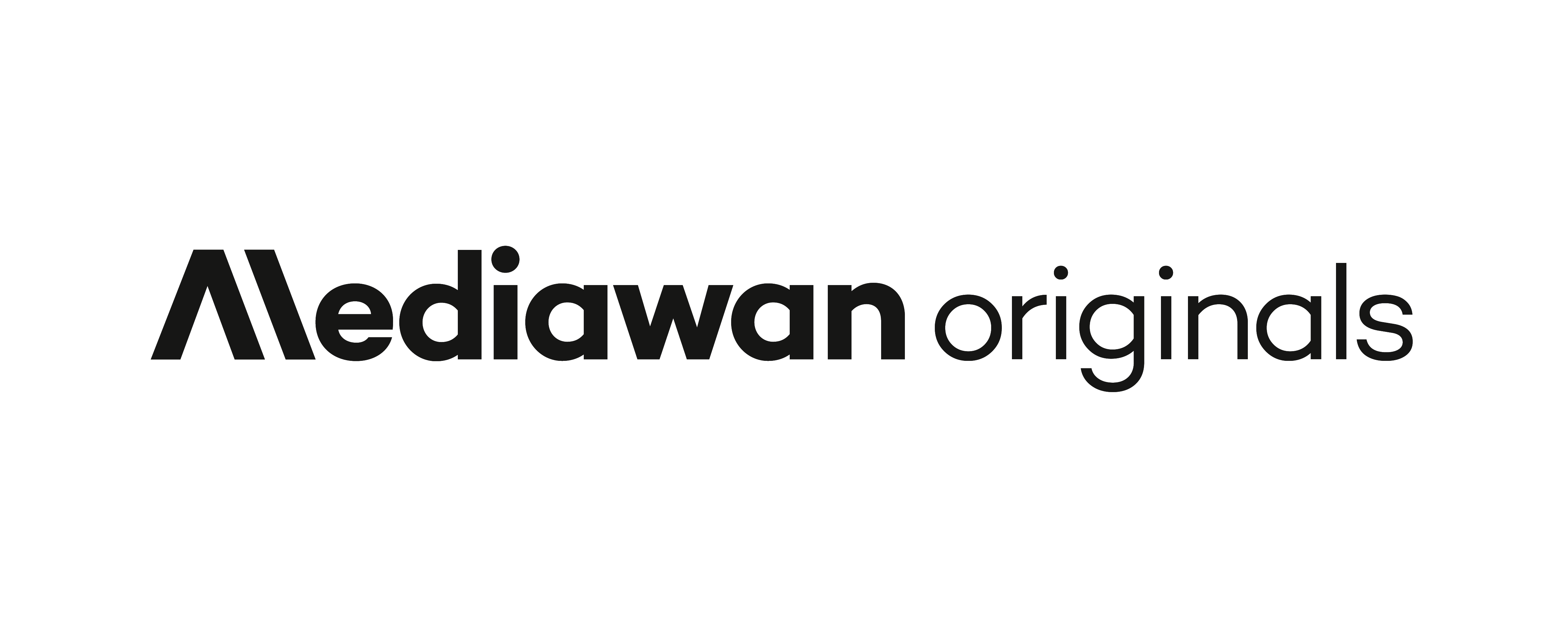
Logo de Mediawan Originals.

Mediawan Originals est le pôle de production de fictions, cinéma et de documentaires en France de Mediawan regroupant 25 sociétés de production acquises progressivement, comprenant notamment Storia Télévision (Les Rivières Pourpres, Infidèle), Making Prod (Chérif, Double je, La Flamme), Vema Production (Les Bracelets Rouges), Ego Productions (Alice Nevers, Zone Blanche), CC&C (Apocalypse), Scarlett (Noces rouges, Les Sauvages), Mon Voisin Productions (Dix pour cent), Chapter 2 (Papa ou Maman), Radar Films (Donne-moi Des Ailes, Divorce Club, L'aventure des Marguerite), Auteurs associés (Section de recherche), Mai Juin Productions (Demain Est À Nous, Le Loup et Le Lion), Black Dynamiste (Antoine Griezmann Champion du Monde, Anelka L’Incompris), Frenchkiss Pictures, résultat de la fusion entre Mademoiselle Films et Lovemytv (Green Blood), Paiva Films (Brutus vs César), Fit Production (H).
Depuis 2017, Mediawan est le plus gros fournisseur de fictions télévisées de prime-time en France selon le classement annuel publié en septembre par le magazine Écran Total avec plus de 116 heures de programmes livrés sur les douze derniers mois, devant Newen et Lagardère Studios,. Cette même société "Lagardère studios" est ensuite rachetée par Mediawan en octobre 2020, renforçant encore son leadership en France. C'est au sein de Mediawan Prod que se rassemblent ces sociétés de production de flux et de documentaires, sous la présidence depuis mars 2022 de Justine Planchon. (Troisième Oeil Productions, Réservoir Prod, Electron Libre Productions, Fcube, Georgia, Dana Productions, Maximal, 909 Productions, Hyde Park).
En juillet 2020, Mediawan annonce la création de Mediawan Studio, une entité au sein de Mediawan Originals qui rassemble ses sociétés de production de fiction françaises, sous la direction de Thomas Anargyros.
Mediawan a également acquis une participation majoritaire du premier producteur indépendant de séries, films et documentaires en Italie, Palomar (it) (Commissaire Montalbano, La Paranza Dei Bambini, Le Nom de La Rose, The Life Ahead), signant sa première acquisition stratégique hors de France, puis dans la société espagnole Good Mood (La Valla).
Avec l'acquisition de Palomar en mars 2019, la série Le Nom de la rose devient la première série internationale de Mediawan.

### Production d'animation
Mediawan Kids & Family est le premier producteur européen d’animation. Il est dirigé par Aton Soumache, fondateur de ON kids & family, racheté par Mediawan en 2018. On kids & family produit des séries animées (comme Miraculous, les aventures de Ladybug et Chat Noir, Power Players, Robin des Bois Malice à Sherwood) ou de longs-métrages (comme Mune : Le Gardien de la Lune, Le Petit Prince, Playmobil, le film ou le film Miraculous prévu pour 2021). En avril 2019, On kids & family s'associe avec l'auteur de bande dessinée et illustrateur Joann Sfar par une prise de participation majoritaire dans sa société de production Nice Pictures. Ensemble, ils lancent en juin 2020 le mini-studio Joann Sfar’s Magical Society.

### Distribution audiovisuelle

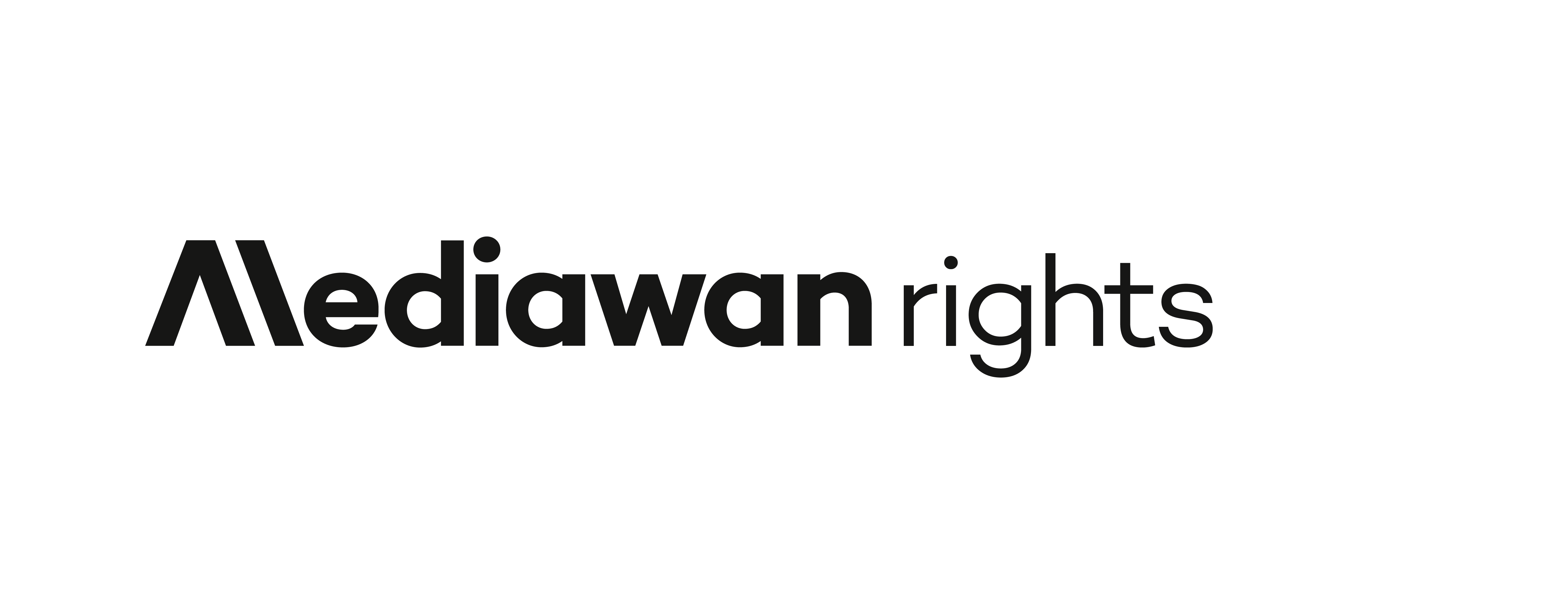
Logo actuel de Mediawan Rights.

Le pôle Mediawan Rights regroupe l'ensemble des activités de distribution de Mediawan, issu principalement de l'ancienne filiale AB Distribution du groupe AB.

### Chaînes de télévision

Logo de Mediawan Thematics depuis juin 2020.

Mediawan Thematics est le pôle d'édition et de distribution de chaînes de télévision et de contenus, issu principalement du groupe AB avec de nombreuses chaînes en France et en Europe. Le groupe possède 17 chaînes se classant en trois catégories :
- les chaînes de divertissement : RTL9, AB1, Action, Action Max, Mangas, AB3 ;
- les chaînes de documentaires : Science & Vie TV, Mon Science & Vie Junior, Toute l'Histoire, Animaux, Chasse & Pêche, Ultra Nature, Crime District, ABXplore :
- les chaînes sportives : Automoto, Trek, Golf Channel.

Lors de l'acquisition du groupe AB, Mediawan signifiait la volonté de revaloriser les chaînes existantes et les monter en gamme, notamment en effectuant des rebranding. Ainsi, c'est dans ce sens que le 5 novembre 2018, AB Moteurs devient Automoto La chaîne, en partenariat avec Automoto, émission dominicale de TF1.
Mediawan Thematics est dirigé par Vincent Grynbaum depuis mai 2021.
A l'acquisition de Leonine Studios (en) en avril 2024, Mediawan possède une participation de 31,5 % dans la chaine allemande RTL ZWEI.

## Identité visuelle (logo)

Logo de Mediawan du 22 avril 2016 au 10 octobre 2018.
Logo de Mediawan du 11 octobre 2018 au 2 juin 2020.
Logo de Mediawan depuis le 3 juin 2020.

## Chiffres-clés
Grâce notamment au rachat de nombreuses sociétés en 2018, l'entreprise voit son chiffre d'affaires et son résultat net fortement augmenter.
|                    | 2017  | 2018  | 2019 |
| ------------------ | ----- | ----- | ---- |
| Chiffre d'affaires | 115,7 | 258,6 | 338  |
| Résultat net       | -6,8  | 5,0   | 0,5  |